# Paulinus Costa
Pour les articles homonymes, voir Costa.
Paulinus Costa, né le 19 octobre 1936 à Rangamatia (district de Gazipur) et mort le 3 janvier 2015 à Dacca, est un prélat catholique bangladais, archevêque de Dacca de 2005 à 2011.

## Biographie
Il étudie la théologie à l'université pontificale urbanienne de Rome et obtient un doctorat en 1981.
Ordonné prêtre le 21 décembre 1963, il est nommé évêque de Rajshahi en 1996. Le 9 juillet 2005, il est nommé archevêque de Dacca par le pape Benoît XVI en remplacement de Michael Rosario, décédé. Pendant son archiépiscopat, il travaille à entretenir l'harmonie avec la communauté musulmane, majoritaire au Bangladesh. 
Il prend sa retraite le 22 octobre 2011 et meurt d'une crise cardiaque à Dacca, le 3 janvier 2015.

## Distinctions
- Prix Gandhi pour la paix (2007)
- Prix de la Human Rights Legal Aid Society (2010)